# Sabyrschan Muminow
Sabyrschan Rustamuly Muminow (kasachisch Сабыржан Рұстамұлы Мұминов, russisch Сабиржан Рустамович Муминов Sabirschan Rustamowitsch Muminow; * 16. April 1994 in Almaty) ist ein kasachischer Skispringer.

## Werdegang
Muminow gab sein internationales Debüt im Rahmen des FIS-Cup 2009. Im August 2010 gelang ihm in Örnsköldsvik erstmals der Sprung in die Punkteränge. Daraufhin gab er im September in seiner Heimat Almaty sein Debüt im Skisprung-Continental-Cup. Dabei blieb er in beiden Springen dort sowie im Dezember in Vikersund ohne Punkteerfolg. Auch in den folgenden zwei Jahren blieb er im FIS- wie auch im Continental Cup immer weit hinter den Punkterängen. Bei den Nordischen Junioren-Skiweltmeisterschaften 2012 in Erzurum landete Muminow auf dem 42. Platz im Einzelspringen. Nur zwei Tage später sprang er in Baiersbronn erstmals beim FIS-Cup unter die besten 20. Im Sommer 2012 sowie zu Beginn der Saison 2012/13 blieb er ohne Punktegewinne. Bei den Nordischen Junioren-Skiweltmeisterschaften 2013 in Liberec landete er abgeschlagen auf Rang 53. Trotz weiter ausbleibender Erfolge erhielt er vom Verband einen Startplatz bei der Nordischen Skiweltmeisterschaft 2013 im Val di Fiemme. Dabei verpasste er in beiden Einzelspringen die Qualifikation. Mit der Mannschaft erreichte er im Teamspringen Rang 12.
Im August 2013 sammelte Muminow im finnischen Kuopio erstmals Continental-Cup-Punkte und erreichte Platz 22. Daraufhin startete er im Skisprung-Grand-Prix im A-Kader, schied aber in allen vier Springen im ersten Durchgang aus.
Seinen größten internationalen Erfolg erreichte er bei den Winter-Asienspielen 2017 im japanischen Sapporo, als er mit der kasachischen Mannschaft die Silbermedaille hinter Japan erreichte. Im August 2018 erreichte er mit Platz 30 beim Grand-Prix-Springen im japanischen Hakuba seinen ersten Punkte auf dem höchsten Leistungslevel.

## Statistik

### Grand-Prix-Platzierungen
| Saison | Platz | Punkte |
| ------ | ----- | ------ |
| 2018   | 084.  | 01     |

### Continental-Cup-Platzierungen
| Saison  | Platz | Punkte |
| ------- | ----- | ------ |
| 2013/14 | 153.  | 09     |
| 2014/15 | 161.  | 06     |
| 2015/16 | 150.  | 06     |
| 2017/18 | 131.  | 14     |
| 2019/20 | 113.  | 28     |